# Pepparholm

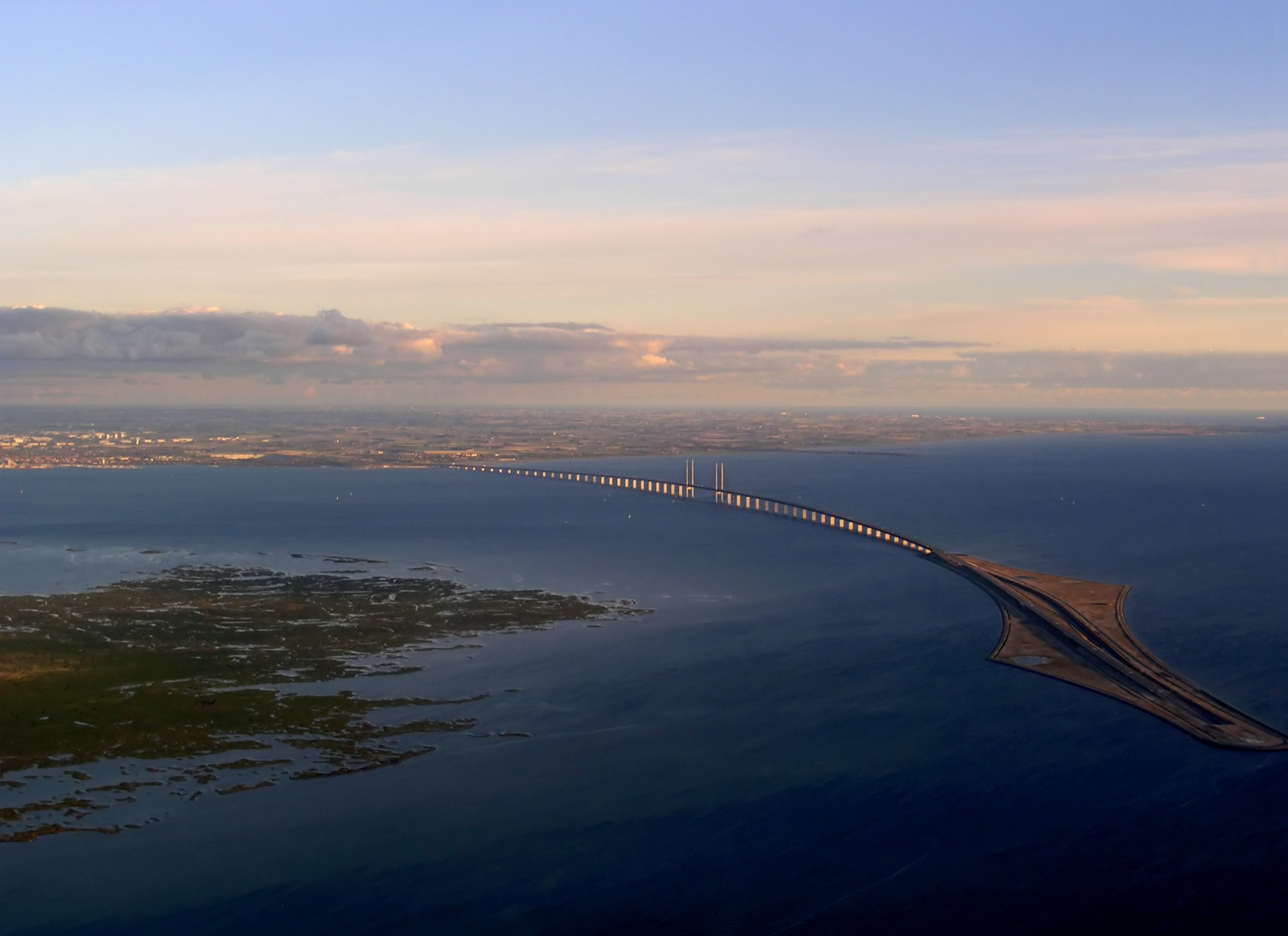
Öresundsbron med Pepparholm till höger och Saltholm till vänster.

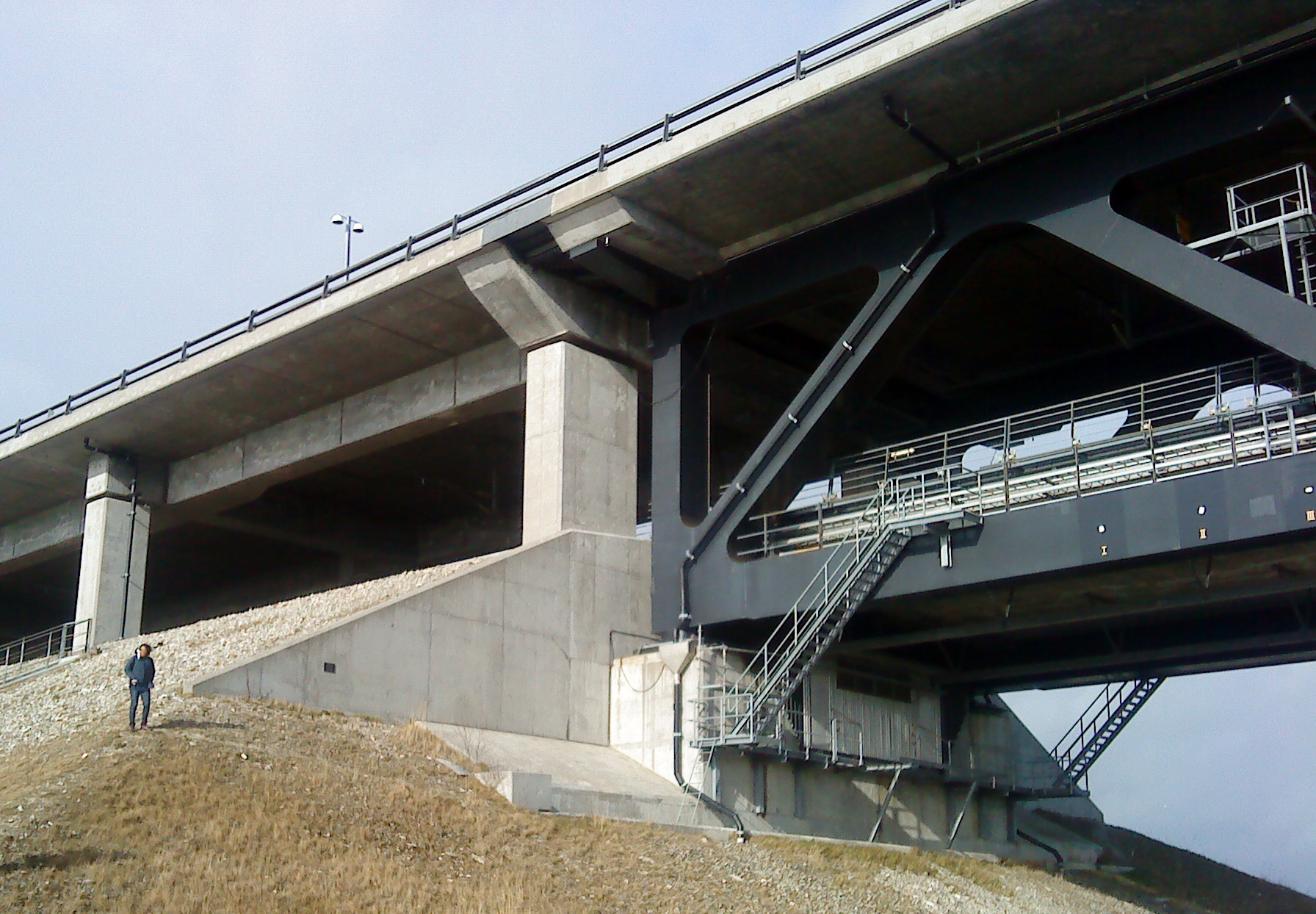
Öresundsbrons brofäste på Pepparholm.

Pepparholm (danska Peberholm), även Pepparholmen, är en dansk obebodd konstgjord ö i Öresund. Den anlades 1995–1999, i samband med byggandet av Öresundsförbindelsen. Ön är ritad av bro- och landskapsarkitekt Inger Berglund från Falun. Den ligger en kilometer söder om den naturliga ön Saltholm.

## Vägar och järnvägar
Vid Pepparholm börjar tunneln till Köpenhamn och bron till Sverige och Malmö. En järnväg (Öresundsbanan) och en motorväg (E20) går parallellt på ön. Gränsen mellan ländernas signal- och trafikledningssystem för järnvägen ligger på ön. Det finns en driftplats här som kallas Peberholm även i Sverige; den fjärrstyrs dock och är inte bemannad lokalt.
Inga tåg stannar för passagerare att stiga på eller av. Motorvägen har en avfart, som dock inte får användas utan tillstånd, så de flesta måste passera ön utan att stanna. Avfarten användes som kontrollstation då gränsen stängdes för turistresor till Danmark under Coronavirusutbrottet 2020.

## Historia
Ursprungligen skulle Öresundsförbindelsen byggas längs med Saltholm, vilket skulle kräva att bron antingen byggdes rakt över Saltholm eller att ön expanderades. Dessa planer lades dock av miljömässiga skäl ned, eftersom miljövänner inte ville att ön skulle störa den känsliga naturen på Saltholm. Danska och svenska politiker kom istället överens om att bygga en artificiell ö söder om Saltholm.
Vattnets fria flöde var ett viktigt argument i debatten hos de som var emot brobygget. Saltvatten är tyngre än sötvatten och flödar bäst på djupa ställen. Därför grävde man Öresund djupare för att förbättra flödet, och schaktmassorna från Öresunds botten användes till uppförandet av Pepparholm. Platsen för Pepparholm valdes eftersom området var mycket grunt och inte påverkade vattnets flöde.
Ön fick sitt namn – som valdes för att passa ihop med Saltholm – efter en tävling i den danska tidningen Politiken.
Våren 2023 bebyggdes 10 000 kvadratmeter av Pepparholm – mellan motorvägen och järnvägen på öns södra sida – med sammanlagt 3 840 solcellspaneler. Detta kompletterade de tidigare 3 000 kvadratmeter med solcellspaneler vid betalstationen till bron. Med dessa båda installationer täcks knappt hälften av broförbindelsens elförbrukning av egengenererad elenergi.

## Natur
Pepparholm var helt oplanterad när den färdigställdes, och sedan dess har den med få undantag legat orörd från medveten mänsklig påverkan. Pepparholm skyddas av detaljerad lagstiftning. Förutom passerande järnvägs- och biltrafik får endast biologer och Öresundsförbindelsens personal besöka ön. På ön finns även en helikopterplatta som är avsedd att användas vid räddningsarbete vid en eventuell olycka på Öresundsförbindelsen.
Att ön och dess natur får utvecklas helt utan naturvård har gjort den intressant för biologisk forskning. Ön ses som ett biologiskt experiment och har nämnts som "Nordens största biologiska laboratorium". Forskare förväntade sig att naturen på egen hand skulle få ön att blomstra, helt utan mänsklig interaktion, vilket också blivit fallet. Pepparholms jord har tagits från botten av Öresund, men det finns inga belägg för att det påverkat växt- och djurlivet på ön.

### Utveckling
Flera relativt ovanliga växter har noterats på Pepparholm, men samtliga påträffade arter är ändå normalt förekommande i Danmark och Skåne. År 2007 hittades till exempel äkta pimpinell, krypvide och strimsporre. Frön sprids till ön med vind, besökare och fåglar. Ön är en populär häckningsplats för några sällsynta och skyddade fågelarter som småtärnor och skärfläckor. Kolonin breder ut sig över ett större område på den sydöstliga delen av ön.
År 2007 hittades även strandiris (sibirisk iris). Lunds botaniska förening hade samma år inventerat 454 växtarter, och Zoologiska museet i Köpenhamn hade hittat fler än 200 skalbaggar och drygt 300 fjärilar. År 2010 noterades förekomst av det första landdäggdjuret – fälthare, som hade tagit sig över på isen det året när det var extra kallt. Samma år hittades hägg och orkidén ängsnyckel. Den sistnämnda trivs på stenig mark.
Totalt hade år 2010 konstaterats förekomst av drygt 490 växtsorter. Av fågelarter som hittat till Pepparholm nämns brun kärrhök och gråhäger. På en av Öresundsbrons pelare har det dessutom häckat pilgrimsfalk. Under vintern 2011/2012 har även havsörn siktats. 2016 häckade svarthuvad mås, på Pepparholm, en fågel som är ovanlig i både Sverige och Danmark. Även större strandpipare häckade där 2016. 2015 noterades att vita kaniner fanns på ön. Biologer tror att de hamnat där genom att någon släppt ut dem från en bil, vilket är en av få gånger naturen på Pepparholm påverkats av människor. Även en sällsynt spindelart har påträffats på Pepparholm, luffarspindel (Tegenaria agrestis). Det finns också jordgubbar, svarta vinbär, smultron och körsbär.
Fram till 2019 hade cirka 550 arter sammanlagt observerats, medan en annan studie redan 2014 noterade 1 000 insektsarter, drygt 500 växtarter och 27 häckande fågelarter. En inventering 2022 noterade 600 växt- och ett 30-tal fågelarter.
Vid en inventering 2023 upptäcktes bland annat en koloni skedstork. Denna art är vanligare i sydligare trakter men förekommer även på Jylland.

### Åtgärder
Enstaka naturjusterande insatser har utförts trots ovanstående skyddslagstiftning. 2014 noterades att ön härbärgerade 300 häckande par av storskarv. Den mängden skarvar ansågs innebära en fara för flygtrafiken på Kastrups flygplats, vilket innebar att man beslutade att rensa ön från skarvar.
2021 gjordes för första gången en röjning av växtligheten på delar av ön, motsvarande 10 hektar. Orsaken till insatsen var att en del träd och buskar vuxit sig så stora att vissa fågelarter och ljuskrävande växter försvunnit. Därför röjdes 10 av öns totalt 130 hektar mark för att öka den biologiska mångfalden på ön som ligger inom ett Natura 2000-område. Efter röjningen såg man året därpå att flera av de tidigare arterna återkommit. Röjningen påverkade inte de övriga 90 procenten av ön, vilka även fortsättningsvis får lov att leva vidare i princip ostört.

## Galleri

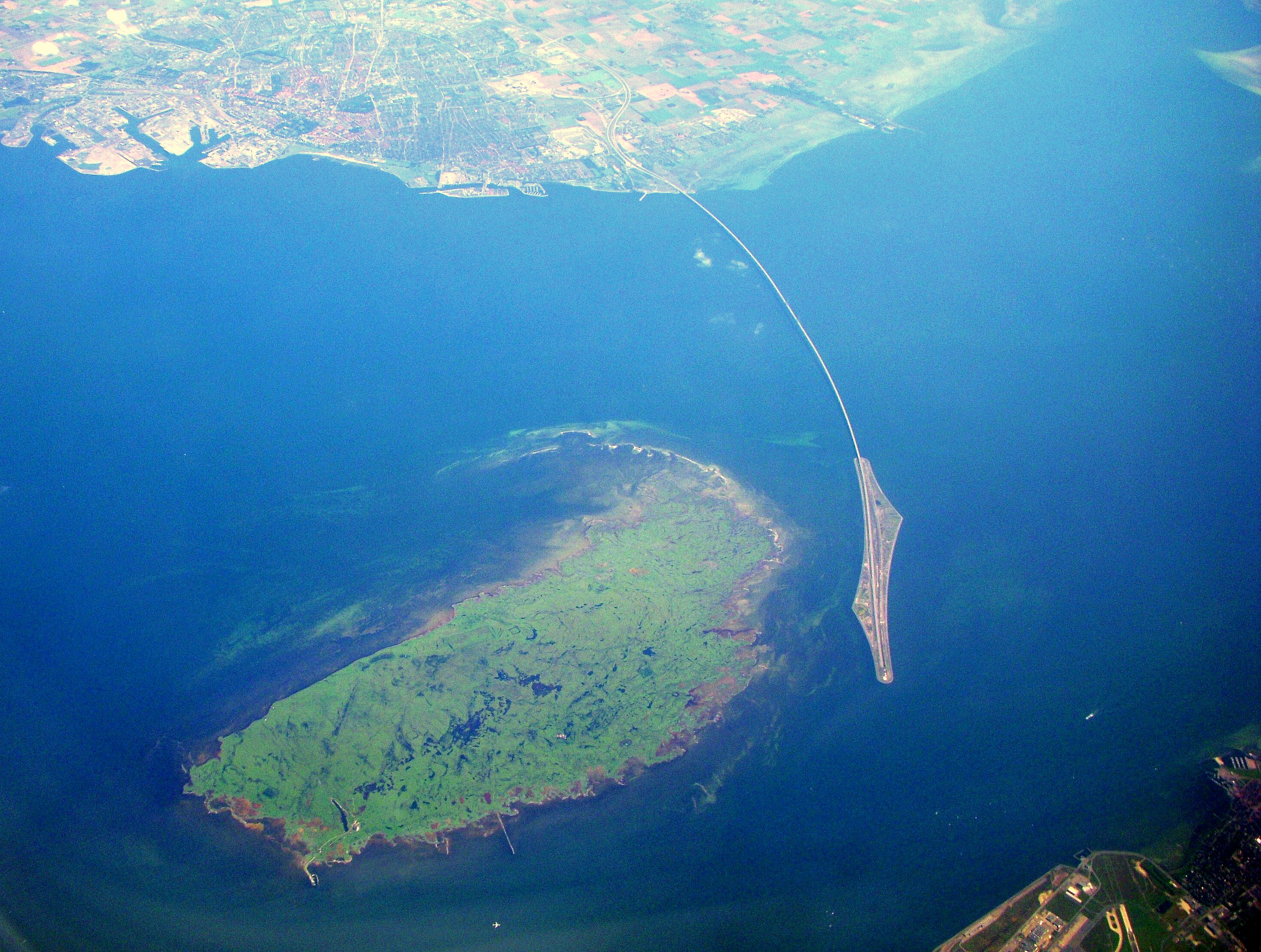
Pepparholm byggdes strax söder om den större ön Saltholm, för att inte störa det fria vattenflödet runt Saltholm.
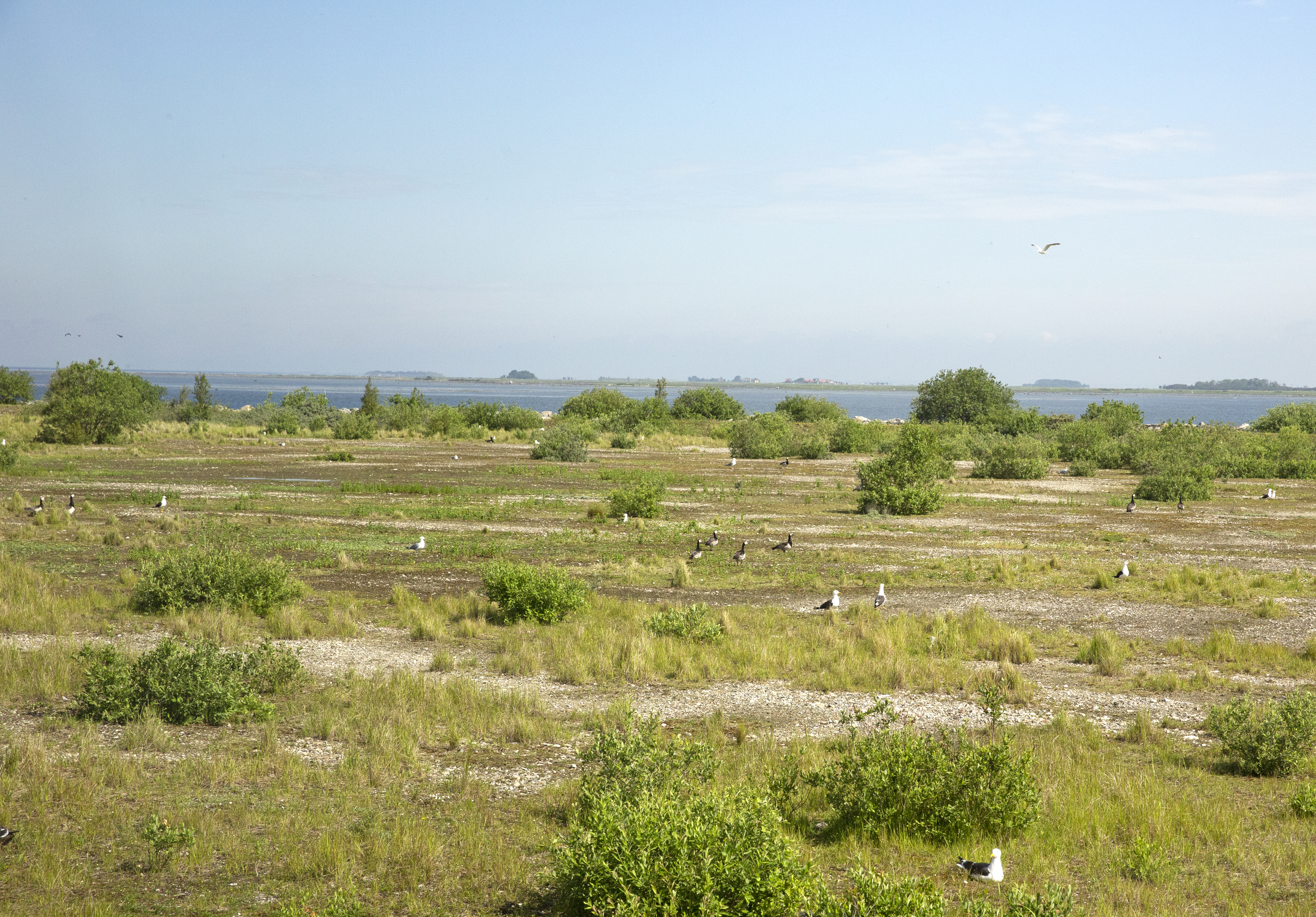
Djur och växter på Pepparholm i juni 2019.
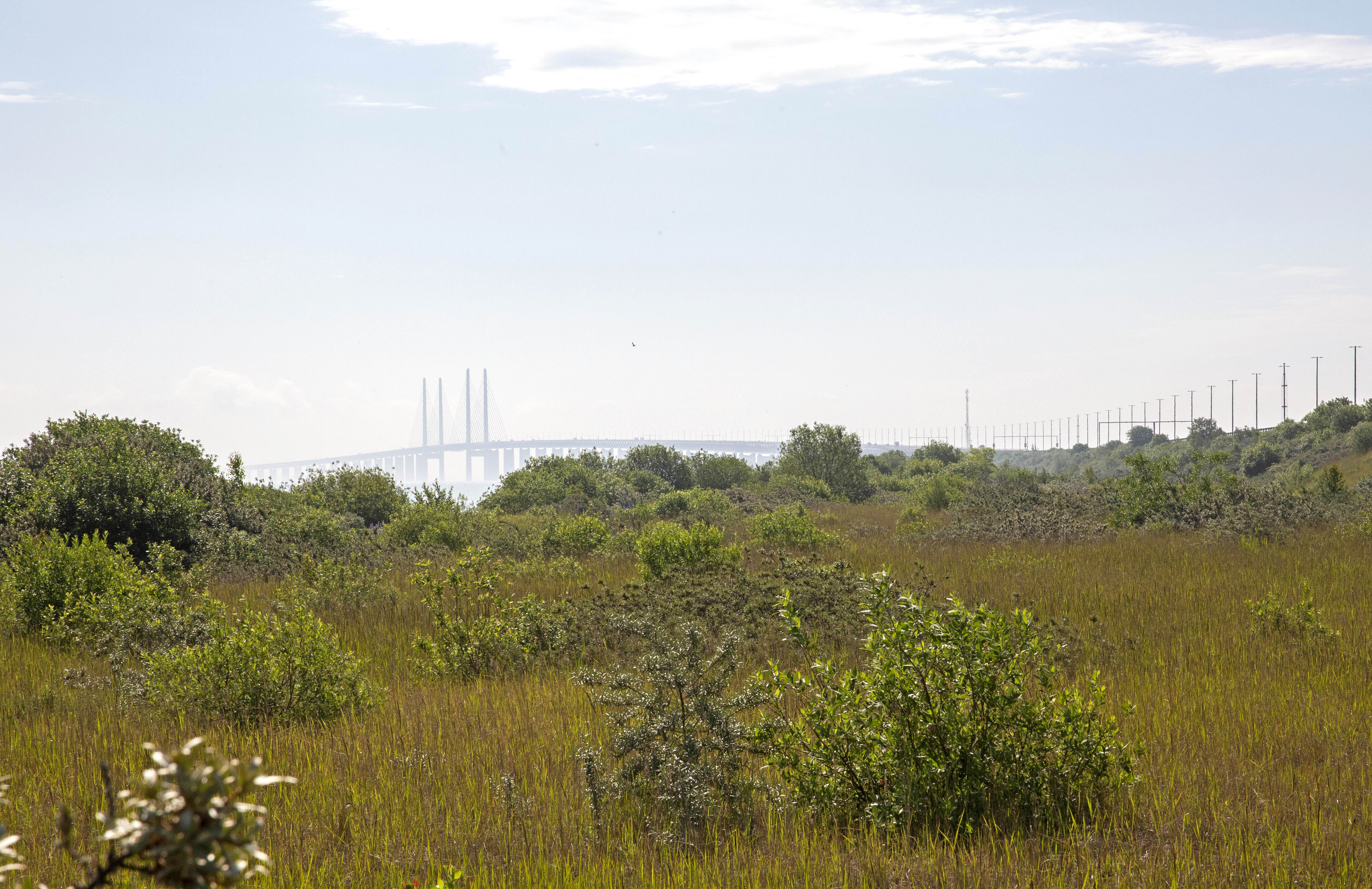
Vegetationen på Pepparholm blir alltmer frodig.